# Jacob Ramsey
Pour les articles homonymes, voir Ramsey.
Jacob Ramsey, né le 28 mai 2001 à Birmingham en Angleterre, est un footballeur anglais qui évolue au poste de milieu de terrain à Newcastle United.

## Biographie

### En club
Né à Birmingham en Angleterre, Jacob Ramsey est formé par l'un des clubs de sa ville natale, Aston Villa. Il signe son premier contrat professionnel à l'âge de dix-sept ans, le 15 janvier 2019. Le 16 février de la même année, Ramsey joue son premier match en professionnel face à West Bromwich Albion, alors que le club évolue en deuxième division anglaise. Il entre en jeu à la place de Conor Hourihane et son équipe s'incline sur le score de deux à zéro.
Aston Villa étant promu en première division à l'issue de la saison 2018-2019, Jacob Ramsey découvre la Premier League lors de la saison 2020-2021. Il fait sa première apparition dans l'élite le 28 septembre 2020, contre le Fulham FC. Il entre en jeu à la place de Conor Hourihane et son équipe l'emporte par trois buts à zéro.
Le 9 février 2021, Ramsey prolonge son contrat avec son club formateur jusqu'en 2025,. Il participe à vingt-cinq matchs toutes compétitions confondues au cours de cette saison 2020-2021.
Il inscrit son premier but en Premier League le 22 octobre 2021, sur la pelouse d'Arsenal. Il ne peut toutefois empêcher la défaite de son équipe (3-1 score final). Le 9 février 2022, il se met en évidence en marquant son premier doublé dans ce championnat, lors de la réception de Leeds United, permettant à son équipe de faire match nul (3-3).

### En sélection
Jacob Ramsey représente l'équipe d'Angleterre des moins de 18 ans. Il joue en tout sept matchs avec cette sélection, tous en 2019.
Le 13 octobre 2020, Jacob Ramsey joue son premier match avec l'équipe d'Angleterre des moins de 20 ans, lors d'une rencontre face au Pays de Galles. Titularisé ce jour-là, il se fait remarquer en inscrivant également son premier but, participant ainsi à la victoire de son équipe par deux buts à zéro.
Il reçoit sa première sélection avec les espoirs le 7 octobre 2021, contre la Slovénie (score : 2-2). Par la suite, le 11 novembre 2021, il délivre sa première passe décisive avec les espoirs, contre la Tchéquie (victoire 3-1). Ces deux rencontres rentrent dans le cadre des éliminatoires de l'Euro espoirs 2023.
Le 25 mars 2022, Ramsey inscrit son premier but avec les espoirs face à Andorre. Titulaire, il participe à la victoire de son équipe par quatre buts à un,

## Vie personnelle
Le père de Jacob Ramsey, Mark, est un ancien boxeur.
Son frère cadet, Aaron, est également footballeur et évolue au Burnley FC.

## Statistiques

### Statistiques détaillées
| Saison                | Club                    | Championnat           | Championnat | Championnat | Championnat | Coupe nationale | Coupe nationale | Coupe nationale | Coupe de la Ligue | Coupe de la Ligue | Coupe de la Ligue | Compétition(s) continentale(s) | Compétition(s) continentale(s) | Compétition(s) continentale(s) | Compétition(s) continentale(s) | Total | Total | Total |
| Saison                | Club                    | Division              | M.          | B.          | P.d.        | M.              | B.              | P.d.            | M.                | B.                | P.d.              | Comp.                          | M.                             | B.                             | P.d.                           | M.    | B.    | P.d.  |
| 2018-2019             | Aston Villa             | Championship          | 1           | 0           | 0           | -               | -               | -               | -                 | -                 | -                 | -                              | -                              | -                              | -                              | 1     | 0     | 0     |
| 2019-2020             | Aston Villa             | Championship          | -           | -           | -           | 1               | 0               | 0               | 1                 | 0                 | 0                 | -                              | -                              | -                              | -                              | 2     | 0     | 0     |
| 2020-2021             | Aston Villa             | Premier League        | 22          | 0           | 0           | -               | -               | -               | 3                 | 0                 | 1                 | -                              | -                              | -                              | -                              | 25    | 0     | 1     |
| 2021-2022             | Aston Villa             | Premier League        | 34          | 6           | 1           | 1               | 0               | 0               | -                 | -                 | -                 | -                              | -                              | -                              | -                              | 35    | 6     | 1     |
| 2022-2023             | Aston Villa             | Premier League        | 35          | 6           | 7           | 1               | 0               | 0               | 2                 | 0                 | 1                 | -                              | -                              | -                              | -                              | 38    | 6     | 8     |
| 2023-2024             | Aston Villa             | Premier League        | 16          | 1           | 1           | 2               | 0               | 1               | -                 | -                 | -                 | C4                             | 3                              | 0                              | 0                              | 21    | 1     | 2     |
| 2024-2025             | Aston Villa             | Premier League        | 29          | 1           | 3           | 5               | 2               | 0               | 1                 | 0                 | 0                 | C1                             | 10                             | 1                              | 2                              | 45    | 4     | 5     |
| Sous-total            | Sous-total              | Sous-total            | 137         | 14          | 12          | 10              | 2               | 1               | 7                 | 0                 | 2                 | -                              | 13                             | 1                              | 2                              | 167   | 17    | 17    |
| 2019-2020             | Doncaster Rovers (prêt) | League One            | 7           | 3           | 0           | -               | -               | -               | -                 | -                 | -                 | -                              | -                              | -                              | -                              | 7     | 3     | 0     |
| Total sur la carrière | Total sur la carrière   | Total sur la carrière | 144         | 17          | 12          | 10              | 2               | 1               | 7                 | 0                 | 2                 | -                              | 13                             | 1                              | 2                              | 174   | 20    | 17    |

## Palmarès

### En sélection nationale
- Angleterre espoirs
  - Vainqueur du Championnat d'Europe en 2023.